# Radgoszcz
Radgoszcz è un comune rurale polacco del distretto di Dąbrowa, nel voivodato della Piccola Polonia.
Ricopre una superficie di 88,3 km² e nel 2004 contava 7 278 abitanti.